# Paul Briggs
Paul Briggs (ur. 13 sierpnia 1975 w Christchurch) – australijski bokser.
Po krótkiej karierze w kick-boxingu, mając niespełna dziewiętnaście lat stoczył pierwszy zawodowy pojedynek - 19 czerwca 1994 roku z Ronaldem Doo, wygrywając po dziesięciu rundach na punkty.
Po trwającej prawie 3 lata przerwie w boksowaniu, został znokautowany 4 stycznia 1997 roku w trzeciej rundzie pojedynku z Larlem Zadą. Następna niemal 3-letnia przerwa w startach przerwana została 29 listopada 1999 roku zwycięstwem przez techniczny nokaut w czwartej rundzie z Kenem Suavine. Od tego czasu Australijczyk staczał regularnie kilka pojedynków rocznie.
21 maja 2005 roku w walce o pas mistrza świata WBC w kategorii półciężkiej przegrał na punkty z Tomaszem Adamkiem.
15 października 2005 pokonał przez TKO w piątej rundzie Etienne'a Whitakera, a 16 czerwca 2006 roku również w piątej rundzie Jose Alberto Clavero.
7 października 2006 roku podczas gali w Allstate Arena w Chicago ponownie przegrał na punkty z Tomaszem Adamkiem w walce o pas mistrza świata WBC w kategorii półciężkiej.
21 lipca 2010 roku został w 29 sekund znokautowany przez Danny’ego Greena.